# Savalou
Savalou è una città situata nel dipartimento delle Colline nello Stato del Benin con 122 275 abitanti (stima 2006).